# Astrónomo Real

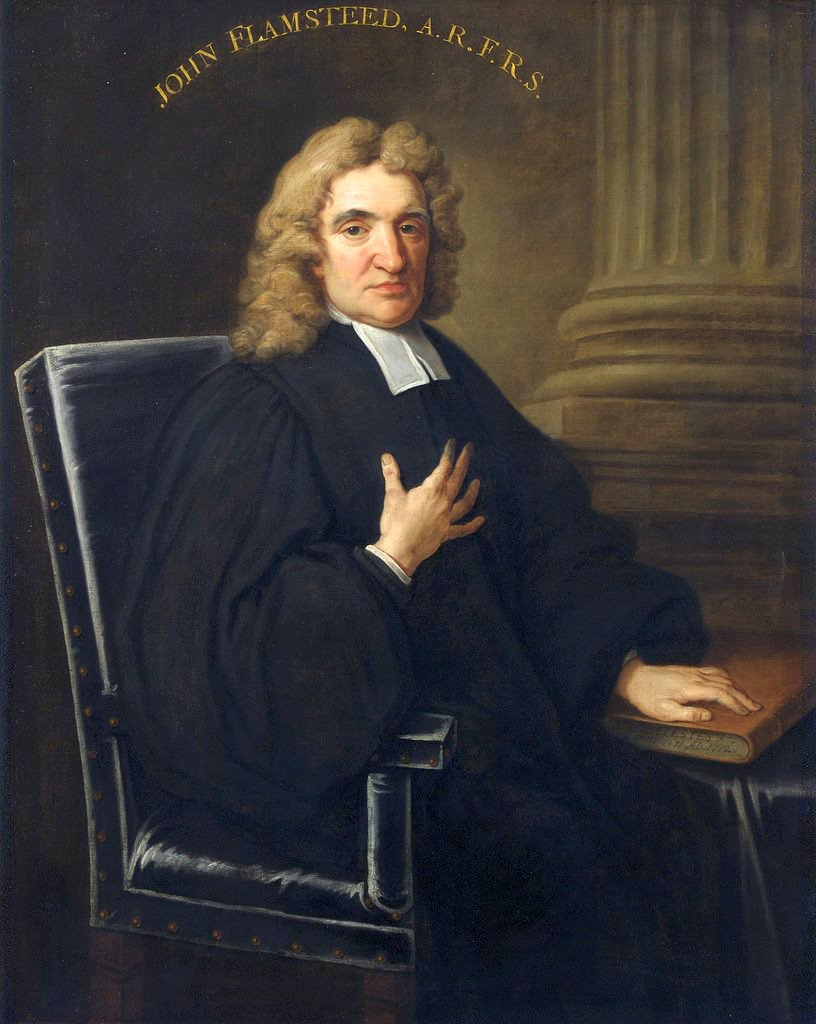
John Flamsteed, el primer strónomo real, obra de Thomas Gibson (c. 1680-1751). Royal Society, London.

Astrónomo real (en inglés: Astronomer royal es un puesto de alto nivel en las Casas Reales del Reino Unido (Royal Households of the United Kingdom). Hay dos funcionarios, siendo el experto (senior) el astrónomo real que data del 22 de junio de 1675; el junior es el astrónomo real de Escocia desde 1834. 
El puesto fue creado por el rey Carlos II de Inglaterra en 1675, al mismo tiempo que fundaba el Real Observatorio de Greenwich. Nombró a John Flamsteed y le ordenó:

que se aplicara de inmediato con el más exacto cuidado y diligencia a rectificar las tablas de los movimientos de los cielos y los lugares de las estrellas fijas, a fin de descubrir la tan deseada longitud de lugares, para perfeccionar el arte de la navegación.
forthwith to apply himself with the most exact care and diligence to the rectifying the tables of the motions of the heavens, and the places of the fixed stars, so as to find out the so-much desired longitude of places, for the perfecting the art of navigation.

El astrónomo real fue también el director del Real Observatorio de Greenwichdesde el establecimiento del cargo en 1675 hasta 1972. El astrónomo real adquirió un título honorífico en 1972 sin responsabilidades ejecutivas, y se creó un puesto separado de director del Observatorio Real de Greenwich para gestionar la institución.
El astrónomo real recibe ahora un estipendio de 100 libras esterlinas al año y es miembro de la casa real, bajo la autoridad general del Lord Chamberlain. Después de la separación de los dos cargos, el puesto de astrónomo real ha sido en gran medida honorario, aunque su titular sigue estando disponible para asesorar al soberano en asuntos astronómicos y científicos relacionados, y el cargo es de gran prestigio. 
Anteriormente hubo un astrónomo real de Irlanda (Royal Astronomer of Ireland, cargo que aparentemente terminó con la independencia de Irlanda. 
El astrónomo real se menciona en la novela La guerra de los mundos, de H. G. Wells, y en Down and Out in Paris and London, de George Orwell. También aparece en la letra de  The Pirates of Penzance de Gilbert y Sullivan y desempeña un papel importante. papel en la novela The Black Cloud, de Fred Hoyle. 

## Astrónomos reales
| #   | Imagen | Nombre                            | Año inicio | Año fin | Referencia  |
| --- | ------ | --------------------------------- | ---------- | ------- | ----------- |
| 1.  |        | John Flamsteed                    | 1675       | 1719    | [ 2 ] [ 5 ] |
| 2.  |        | Edmond Halley                     | 1720       | 1742    | [ 2 ] [ 5 ] |
| 3.  |        | James Bradley                     | 1742       | 1762    | [ 2 ] [ 5 ] |
| 4.  |        | Nathaniel Bliss                   | 1762       | 1764    | [ 2 ] [ 5 ] |
| 5.  |        | Nevil Maskelyne                   | 1765       | 1811    | [ 2 ] [ 5 ] |
| 6.  |        | John Pond                         | 1811       | 1835    | [ 2 ] [ 5 ] |
| 7.  |        | Sir George Biddell Airy           | 1835       | 1881    | [ 4 ] [ 5 ] |
| 8.  |        | Sir William Christie              | 1881       | 1910    | [ 4 ] [ 5 ] |
| 9.  |        | Sir Frank Dyson                   | 1910       | 1933    | [ 4 ] [ 5 ] |
| 10. |        | Sir Harold Spencer Jones          | 1933       | 1955    | [ 4 ] [ 5 ] |
| 11. |        | Sir Richard van der Riet Woolley  | 1956       | 1971    | [ 4 ] [ 5 ] |
| 12. |        | Sir Martin Ryle                   | 1972       | 1982    | [ 4 ] [ 5 ] |
| 13. |        | Sir Francis Graham-Smith          | 1982       | 1990    | [ 5 ]       |
| 14. |        | Sir Arnold Wolfendale             | 1991       | 1995    | [ 5 ]       |
| 15. |        | Martin Rees, Baron Rees of Ludlow | 1995       | Actual  | [ 5 ]       |